# Фалькон, Хуан
Хуан Мануэль Фалькон Хименес (исп. Juan Manuel Falcón Jiménez; родился 24 февраля 1989 года в Акаригуа, Венесуэла) — венесуэльский футболист, нападающий клуба «Депортиво Лара» и сборной Венесуэлы.

## Клубная карьера
Фалькон — воспитанник клуба «Португеса». В 2006 году он дебютировал в венесуэльской Примере. По окончании сезона в поисках игровой практики Хуан перешёл в «Льянерос», за который выступал следующие два года. Летом 2010 года Фалькон присоединился к «Минерос Гуаяна». 15 августа в матче против «Петаре» он дебютировал за новую команду. 28 ноября в поединке против «Атлетико Венесуэла» Хуан забил свой первый гол за «Минерос Гуаяна».
В начале 2011 года Фалькон перешёл в «Трухильянос». 16 января в матче против «Эстудиантес де Мерида» он дебютировал за новую команду. 13 февраля в поединке против «Карабобо» Хуан забил свой первый гол за «Трухильянос».
Летом 2012 года Фалькон подписал контракт с «Саморой». 12 августа в матче против «Каракаса» он дебютировал за новый клуб. 17 сентября в поединке против «Арагуа» Хуан забил свой первый гол за «Самору». 2 декабря в матче против своего бывшего клуба «Трухильянос» он сделал хет-трик. В 2013 году Фалькон помог команде выиграть чемпионат. В 2014 году в матчах Кубка Либертадорес против парагвайского «Насьоналя» и колумбийского «Санта-Фе» он забил четыре мяча. В том же году Хуан вновь помог клубу выиграть чемпионат, а сам с 19 мячами стал его лучшим бомбардиром.
Летом 2014 года Фалькон перешёл во французский «Мец». 9 августа в матче против «Лилля» он дебютировал в Лиге 1. 31 августа в поединке против «Марселя» Хуан забил свой первый гол за «Мец». В начале 2016 года для получения игровой практики Фалькон на правах аренды перешёл в аравийский «Аль-Фатех». 29 января в матче против «Аль-Халиджа» он дебютировал в чемпионате Саудовской Аравии. 5 февраля в поединке против «Аль-Хиляля» Хуан забил свой первый гол за «Аль-Фатех».
Летом 2016 года Фалькон перешёл в колумбийский «Санта-Фе». 14 июля в матче против «Атлетико Букараманга» он дебютировал в Кубке Мустанга. 25 июля в поединке против «Энвигадо» Хуан забил свой первый гол за «Сант-Фе». В своём дебютном сезоне он стал чемпионом страны. В начале 2017 года Фалькон вернулся в «Самору». 13 апреля в матче Кубка Либертадорес против парагвайского «Гуарани» он отметился забитым мячом. В начале 2018 года Фалькон перешёл в «Депортиво Лара». 27 января в матче против «Атлетико Венесуэла» он дебютировал за новую команду.

## Международная карьера
23 марта 2008 года товарищеском матче против сборной Сальвдора Фалькон дебютировал за сборную Венесуэлы.

## Достижения
Командные
 «Самора»
- Чемпионат Венесуэлы по футболу — 2012/2013
- Чемпионат Венесуэлы по футболу — 2013/2014

 «Санта-Фе»
- Чемпионат Колумбии по футболу — Финалисасьон 2016

Индивидуальные
- Лучший бомбардир чемпионата Венесуэлы (19 мячей) — 2013/2014